# Luigi Facta
Luigi Facta (né à Pignerol le 13 septembre 1861, mort à Pignerol le 5 novembre 1930) est un homme politique italien, le dernier président du conseil avant la dictature de Benito Mussolini en 1922.

## Biographie
Luigi Facta obtient un diplôme en droit et devient avocat. Il entre en politique en 1892, étant élu député dans le collège de sa ville natale où il est ponctuellement réélu au cours des trente années suivantes. Il est membre du parti libéral et soutient Giovanni Giolitti dont il devient un étroit collaborateur. Dès le début de sa carrière politique, il occupe de nombreuses charges politiques comme sous-secrétaire du ministère de la justice et de l'intérieur avant d'être ministre des finances de 1910 à 1914.
Lors de la déclaration de la Première Guerre mondiale, il soutient les neutralistes et change de position après l'entrée en guerre de l'Italie. Après la mort de son fils au combat, il déclare être fier du sacrifice de son fils pour la patrie. La guerre finie, il continue son ascension et il est nommé de nouveau ministre des finances du gouvernement Giolitti (1920-1921).
Le roi Victor-Emmanuel III le nomme président du conseil des ministres le 26 février 1922 et il occupe, par intérim, la charge de ministre de l'intérieur. Le nouveau gouvernement prend ses fonctions dans un pays au bord de la guerre civile où les violences fascistes s'intensifient chaque jour plus contre les communes socialistes ou populaires (Parme, 1922). Le 13 juillet, les fascistes attaquent la ville de Crémone et incendient la maison du syndicaliste Guido Miglioli (animateur des ligues catholiques paysannes et député du parti populaire italien). Ces évènements provoquent la chute du gouvernement en raison du retrait de la confiance du parti populaire. Le 30 juillet, le roi Victor-Emmanuel III ouvre les consultations pour la constitution d'un nouveau gouvernement et nomme de nouveau Facta. Dans les jours qui suivent, quand il apprend que les fascistes organisent la marche sur Rome, il est d'abord indécis sur l'action à mener puis il propose au roi de promulguer l'état de siège, sans résultat.
Le 31 octobre, il démissionne avec son gouvernement et Victor-Emmanuel III envoie un télégramme à Benito Mussolini, qui se trouve à Milan, afin qu'il se rende immédiatement à Rome pour former le nouveau gouvernement.
Facta ne s'oppose pas au régime fasciste et, en 1924, il est nommé sénateur.